# Sciurus
Sciurus és un gènere de rosegadors esciüromorfs de la família dels esciúrids, que conté la majoria d'esquirols de cua tupida d'Amèrica, Europa i les zones temperades d'Àsia.

## Distribució
Les diferents espècies d'esquirols viuen principalment a les Amèriques, on es troben en nombroses espècie. Fora de les Amèriques, només es produeixen tres espècies: l'esquirol comú, que té una àmplia distribució a gairebé tot Europa i gran part del continent asiàtic, l'esquirol persa, que viu a parts del sud d'Europa, al Caucas i l'Orient Pròxim, i l'esquirol del Japó, restringit exclusivament al Japó. Malgrat ser molt freqüent a moltes parts del món, no hi viu de manera natural al sud-est asiàtic, a l'Àfrica ni a Oceania.
L'esquirol gris, originari dels Estats Units i el Canadà, ha estat introduït deliberadament a altres parts del món. A Europa, es va introduir al Regne Unit, Irlanda i Itàlia, on ha desplaçat, sobretot a la Gran Bretanya, als esquirols natius. A més, l'espècie es va establir a Sud-àfrica, encara que només a la regió de Ciutat del Cap, per la manca d'hàbitats forestals adients. Aquesta espècie es troba dins la llista de les 100 espècies invasores més nocives d'Europa.

## Etimologia
El nom Sciurus, prové de la unió de les paraules gregues skia, que vol dir ombra, i oura, que vol dir cua. El nom es podria haver originat a causa de la costum dels esquirols de seure a l'ombra de la seva gran cua peluda.

## Ecologia
Totes les espècies d'esquirol són predominantment diürnes i s'alimenten bàsicament de fruits secs i altres llavors, fruites i altres parts de plantes, i més rarament de forma oportunista d'aliments carnosos com insectes, ous i pollets i d'altres animals petits. Com animals arboris que són, són molt bons escaladors i la major part de les espècies passen la major part del temps als arbres i només ocasionalment baixen a terra per alimentar-se. Solen construir els seus nius amb forma d'esfera feta de branquetes i fulles en forats d'arbres o forquilles de branques.
Els depredadors dels esquirol són principalment les aus de presa i depredadors com els mustèlids i els gats, especialment a Sud-amèrica, i les serps. Aquestes espècies d'esquirol tenen una esperança de vida de fins a dotze anys.

## Taxonomia
Les esquirols d'aquest gènere és troben dins la tribu dels esciürinis, de la subfamília dels esciürins i la família dels esciúrids. La classificació científica es remunta a la primera descripció de l'esquirol de Carl von Linné a la 10a edició de la seva obra Systema Naturae, on es descriuen sis gèneres de rosegadors, incloent-hi Sciurus.
La classificació actual d'espècies del gènere és la següent:
- Gènere Sciurus
  - Subgènere Hadrosciurus
    - Esquirol de Bolívar
    - Esquirol vermell peruà

  - Subgènere Hesperosciurus
    - Esquirol gris de Califòrnia

  - Subgènere Otosciurus
    - Esquirol d'Abert

  - Subgènere Sciurus
    - Esquirol d'Allen
    - Esquirol d'Arizona
    - Esquirol gris mexicà
    - Esquirol gris
    - Esquirol de Collie
    - Esquirol de Deppe
    - Esquirol del Japó
    - Esquirol de Nayarit
    - Esquirol de Bryant
    - Esquirol de Peters
    - Esquirol bigarrat
    - Esquirol comú
    - Esquirol negre de Calàbria
    - Esquirol de Yucatán

  - Subgènere Tenes
    - Esquirol persa